# Rugby Europe Super Cup 2022
Navigation
Rugby Europe Super Cup 2021-2022 Rugby Europe Super Cup 2023
La Rugby Europe Super Cup 2022 est la 2e édition de la compétition qui se déroule du 10 septembre 2022 au 17 décembre 2022. Cette nouvelle compétition de clubs annuelle compétitive voit un mélange d'équipes de clubs professionnels et de franchises s'affronter pour le titre de la Super Coupe.
Pour la deuxième saison consécutive, ce sont de nouveau les Géorgiens de Black Lion qui remportent la compétition, s'imposant en finale contre le Tel Aviv Heat (29-17)

## Format
Pour la deuxième édition, la Super Coupe met en vedette 8 équipes réparties en deux conférences pour la première étape du tournoi. Chaque participant joue des matchs à domicile et à l'extérieur en six tours joués entre septembre et octobre 2022. À la fin de la phase de poules, les deux meilleures équipes de chaque groupe se qualifient pour les demi-finales, qui se jouent en décembre 2022, les vainqueurs de la poule accueillant les rencontres. La finale a lieu le 17 décembre 2022 pour couronner le deuxième vainqueur de la Rugby Europe Super Cup.

## Liste des équipes en compétition
La compétition oppose pour la saison 2022 les huit équipes suivantes :
| Club                     | Fondé | Stade                              | Ville       | Pays     |
| ------------------------ | ----- | ---------------------------------- | ----------- | -------- |
| Black Lion               | 2021  | Stade de rugby d'Avchala           | Tbilissi    | Géorgie  |
| Tel Aviv Heat            | 2021  | Stade HaMoshava                    | Petah Tikva | Israël   |
| Romanian Wolves          | 2004  | Stade Arcul de Triumf              | Bucarest    | Roumanie |
| RC Batoumi               | 1969  | Adjarabet Arena Batumi Rugby Arena | Batoumi     | Géorgie  |
| Brussels Devils          | 2021  | Centre sportif Nelson Mandela      | Bruxelles   | Belgique |
| Delta Amesrfoort         | 2021  | Sportpark Bokkeduinen              | Amersfoort  | Pays-Bas |
| Lusitanos XV             | 2013  | Centro de Alto Rendimento do Jamor | Lisbonne    | Portugal |
| Castilla y León Iberians | 2021  | Campos de Pepe-Rojo                | Valladolid  | Espagne  |

## Conférence Est

### Phase régulière

#### Classement
| Rang | Club            | J | V | N | D | Bo | Bd | Pm  | Pe  | Diff | Pts |
| ---- | --------------- | - | - | - | - | -- | -- | --- | --- | ---- | --- |
| 1    | Black Lion      | 6 | 4 | 1 | 1 | 4  | 1  | 201 | 79  | +122 | 23  |
| 2    | Tel Aviv Heat   | 6 | 4 | 1 | 1 | 1  | 0  | 165 | 95  | +70  | 19  |
| 3    | RC Batoumi      | 6 | 2 | 0 | 4 | 1  | 0  | 68  | 142 | -74  | 9   |
| 4    | Romanian Wolves | 6 | 1 | 0 | 5 | 0  | 1  | 92  | 210 | -118 | 5   |

|  | Qualifiés pour les demi-finales (no 1, no 2). |

Attribution des points : victoire sur tapis vert : 5, victoire : 4, match nul : 2, défaite : 0, forfait : -2 ; plus les bonus (offensif : 3 essais de plus que l'adversaire ; défensif : défaite par 7 points d'écart ou moins; les deux bonus peuvent se cumuler).

## Conférence Ouest

### Phase régulière

#### Classement
| Rang | Club                     | J | V | N | D | Bo | Bd | Pm  | Pe  | Diff | Pts |
| ---- | ------------------------ | - | - | - | - | -- | -- | --- | --- | ---- | --- |
| 1    | Lusitanos XV             | 6 | 5 | 0 | 1 | 3  | 1  | 297 | 66  | +231 | 24  |
| 2    | Castilla y León Iberians | 6 | 5 | 0 | 1 | 3  | 1  | 189 | 71  | +118 | 24  |
| 3    | Brussels Devils          | 6 | 1 | 0 | 5 | 1  | 1  | 75  | 322 | -247 | 6   |
| 4    | Delta                    | 6 | 1 | 0 | 5 | 0  | 1  | 95  | 197 | -102 | 5   |

|  | Qualifiés pour les demi-finales (no 1, no 2). |

Attribution des points : victoire sur tapis vert : 5, victoire : 4, match nul : 2, défaite : 0, forfait : -2 ; plus les bonus (offensif : 3 essais de plus que l'adversaire ; défensif : défaite par 7 points d'écart ou moins; les deux bonus peuvent se cumuler).

## Phase finale

### Tableau final
|  | Demi-finales             | Demi-finales       |            |    | Finale              | Finale              |
|  | Demi-finales             | Demi-finales       |            |    | Finale              | Finale              |
|  |                          |                    |            |    |                     |                     |
|  | le 4 décembre 2022       | le 4 décembre 2022 |            |    | le 17 décembre 2022 | le 17 décembre 2022 |
|  | le 4 décembre 2022       | le 4 décembre 2022 |            |    | le 17 décembre 2022 | le 17 décembre 2022 |
|  | Black Lion               | 41                 |            |    | le 17 décembre 2022 | le 17 décembre 2022 |
|  | Black Lion               | 41                 |            |    | le 17 décembre 2022 | le 17 décembre 2022 |
|  | Castilla y León Iberians | 9                  |            |    | le 17 décembre 2022 | le 17 décembre 2022 |
|  | Castilla y León Iberians | 9                  | Black Lion | 29 |                     |                     |
|  | le 4 décembre 2022       |                    | Black Lion | 29 |                     |                     |
|  |                          | Tel Aviv Heat      | 17         |    |                     |                     |
|  | Lusitanos XV             | Tel Aviv Heat      | 17         | 22 |                     |                     |
|  | Lusitanos XV             |                    |            | 22 |                     |                     |
|  | Tel Aviv Heat            | 30                 |            |    |                     |                     |
|  | Tel Aviv Heat            | 30                 |            |    |                     |                     |

### Demi-finales
| 4 décembre 2022 12h50 | Black Lion | 41 - 9 (10 - 6) | Castilla y León Iberians                                          | Stade de rugby d'Avchala, Tbilissi 600 spectateurs Arbitre : Federico Vedovelli |
| 4 décembre 2022 12h50 | Essai(s) : 6 Cheishvili (29e), Mamukashvili (49e), Tabutsadze (57e, 63e, 81e), Chkhartishvili (75e) Transformation(s) : 4 Matkava (30e, 58e, 64e, 76e) Pénalité(s) : 1 Matkava (12e) Carton(s) jaune(s) : 1 Chkhartishvili (60e) | Rapport         | Pénalité(s) : 2 Dyer (10e), Carrio (44e) Drop(s) : 1 Carrio (17e) | Stade de rugby d'Avchala, Tbilissi 600 spectateurs Arbitre : Federico Vedovelli |
| 4 décembre 2022 12h50 | | Rapport         |                                                                   | Stade de rugby d'Avchala, Tbilissi 600 spectateurs Arbitre : Federico Vedovelli |

| 4 décembre 2022 15h50 | Lusitanos XV | 22 - 30 (10 - 11) | Tel Aviv Heat | Centro de Alto Rendimento do Jamor, Lisbonne 200 spectateurs Arbitre : Shota Tevzadze |
| 4 décembre 2022 15h50 | Essai(s) : 3 Santos (31e, 82e), Cardoso Pinto (58e) Transformation(s) : 2 Portela (32e, 83e) Pénalité(s) : 1 Portela (22e) | Rapport           | Essai(s) : 2 Venter (16e), Nacebe (54e) Transformation(s) : 1 Chait (56e) Pénalité(s) : 6 Chait (3e, 10e, 48e, 62e, 68e, 76e) | Centro de Alto Rendimento do Jamor, Lisbonne 200 spectateurs Arbitre : Shota Tevzadze |
| 4 décembre 2022 15h50 | | Rapport           | | Centro de Alto Rendimento do Jamor, Lisbonne 200 spectateurs Arbitre : Shota Tevzadze |

### Finale
| 17 décembre 2022 12h50 | Black Lion | 29 - 17 (22 - 3) | Tel Aviv Heat | Stade de rugby d'Avchala, Tbilissi 1 900 spectateurs Arbitre : Paulo Duarte |
| 17 décembre 2022 12h50 | Essai(s) : 4 de pénalité (8e), Tapladze (12e), Khmaladaze (40e), Matkava (42e) Transformation(s) : 3 de pénalité (8e), Matkava (40e, 42e) Pénalité(s) : 1 Matkava (6e) Carton(s) jaune(s) : 1 Akubardia (72e) | Rapport          | Essai(s) : 2 van Vuuren (54e), Nacebe (59e) Transformation(s) : 2 Chait (54e, 59e) Pénalité(s) : 1 Chait (20e) Carton(s) jaune(s) : 1 Saunders (9e) | Stade de rugby d'Avchala, Tbilissi 1 900 spectateurs Arbitre : Paulo Duarte |
| 17 décembre 2022 12h50 | | Rapport          | | Stade de rugby d'Avchala, Tbilissi 1 900 spectateurs Arbitre : Paulo Duarte |

## Vainqueur
| Entraîneur | Entraîneur             | Levan Maisashvili                                                                                               |
| Avants     | Pilier                 | Davit Abdushelishvili, Giorgi Chkhartishvili, Tariel Donadze, Goga Kadaria, Nikoloz Khatiashvili, Nika Pataraia |
| Avants     | Talonneur              | Jaba Bregvadze, Giorgi Chkoidze, Shalva Mamukashvili, Tengiz Zamtaradze                                         |
| Avants     | Deuxième ligne         | Tornike Akubardia, Mikheil Babunashvili, Grigor Kerdikoshvili, Giorgi Kervalishvili, Nodar Cheishvili           |
| Avants     | Troisième ligne aile   | Nikoloz Aptsiauri, Mikheil Gachechiladze, Paata Galdava, Sandro Mamamtavrishvili                                |
| Avants     | Troisième ligne centre | Luka Ivanishvili                                                                                                |
| Arrières   | Demi de mêlée          | Giorgi Margalitadze, Tengiz Peranidze                                                                           |
| Arrières   | Demi d'ouverture       | Giorgi Babunashvili, Luka Matkava                                                                               |
| Arrières   | Centre                 | Tornike Kakhoidze, Lasha Lomidze, Merab Sharikadze (c), Demur Tapladze                                          |
| Arrières   | Ailier                 | Otar Lashkhi, Akaki Tabutsadze, Teimuraz Tchitchinadze, Alexander Todua                                         |
| Arrières   | Arrière                | Lasha Khmaladze, Soso Matiashvili, Mirian Modebadze                                                             |

## Statistiques de la compétition

### Meilleurs réalisateurs
| Rang | Joueur               | Club                     | Poste            | Points |
| ---- | -------------------- | ------------------------ | ---------------- | ------ |
| 1    | Jordan Chait         | Tel Aviv Heat            | Demi d'ouverture | 77     |
| 2    | Luka Matkava         | Black Lion               | Demi d'ouverture | 70     |
| 3    | Pedro Lucas          | Lusitanos XV             | Demi de mêlée    | 52     |
| 4    | Nuno Guedes          | Lusitanos XV             | Arrière          | 49     |
| 5    | Baltazar Taibo       | Castilla y León Iberians | Demi d'ouverture | 45     |
| 6    | Manuel Cardoso Pinto | Lusitanos XV             | Arrière, ailier  | 40     |
| 6    | Akaki Tabutsadze     | Black Lion               | Ailier           | 40     |
| 8    | Peceli Nacebe        | Tel Aviv Heat            | Arrière          | 30     |
| 9    | Hugo De Francq       | Brussels Devils          | Centre           | 28     |
| 10   | Dameon Venter        | Tel Aviv Heat            | Talonneur        | 25     |

### Meilleurs marqueurs d'essais
| Rang | Joueur                   | Club                     | Poste             | Essais |
| ---- | ------------------------ | ------------------------ | ----------------- | ------ |
| 1    | Manuel Cardoso Pinto     | Lusitanos XV             | Arrière, ailier   | 8      |
| -    | Akaki Tabutsadze         | Black Lion               | Ailier            | 8      |
| 3    | Pedro Lucas              | Lusitanos XV             | Demi de mêlée     | 6      |
| 3    | Peceli Nacebe            | Tel Aviv Heat            | Arrière           | 6      |
| 5    | Dameon Venter            | Tel Aviv Heat            | Talonneur         | 5      |
| 6    | De-An Deneille Ackermann | Romanian Wolves          | Centre            | 4      |
| 6    | Valentín Bustos          | Castilla y León Iberians | Troisième ligne   | 4      |
| 6    | Pablo Miejimolle         | Castilla y León Iberians | Talonneur         | 4      |
| 7    | Plusieurs joueurs        | Plusieurs joueurs        | Plusieurs joueurs | 3      |